# オキナグサ属
オキナグサ属（オキナグサぞく、学名：Pulsatilla 、和名漢字表記：翁草属）はキンポウゲ科の属の一つ。

## 特徴
多年草で、直立または斜上する太い根茎がある。根茎から根出葉を束生させ、根出葉は、羽状複葉、掌状複葉または3出状の複葉になる。根出葉の腋から花茎を立て、茎につく葉は3枚が輪生する。若い時の葉は、しばしば長い白毛で被われる。
花茎の先に1個の花をつける。花弁状の萼片は5-12枚あり、外面に長い白毛が生える。花弁は無く、雄蕊が棍棒状に変形した仮雄蕊が蜜を分泌する。雄蕊、雌蕊も多数ある。果実は痩果で、花後に花柱の長い白毛がさらに伸長し、羽毛状になる。
北半球の暖帯以北に広く分布し、約45種が知られる。日本では2種が分布する。

## 種

### 日本の種
- オキナグサ Pulsatilla cernua (Thunb.) Bercht. et C.Presl
- ツクモグサ Pulsatilla nipponica (Takeda) Ohwi

### 外国の種
- モウコオキナグサ Pulsatilla ambigua
- Pulsatilla alpina
- Pulsatilla bungeana
- ヒロハオキナグサ Pulsatilla chinensis
- ベニバナオキナグサ Pulsatilla dahurica
- Pulsatilla grandis
- Pulsatilla halleri
- ヒトツバオキナグサ Pulsatilla integrifolia
- チョウセンオキナグサ Pulsatilla koreana
- Pulsatílla kostyczewii
- Pulsatilla montana
- Pulsatilla nigricans
- ミヤマオキナグサ Pulsatilla nivalis
- Pulsatilla nuttalliana
- Pulsatilla patens
- Pulsatilla pratensis
- カラフトオキナグサ Pulsatilla sachalinensis
- Pulsatilla subslavica
- カタオカソウ Pulsatilla taraoi
- カシポオキナグサ Pulsatilla tatewakii
- ホソバオキナグサ Pulsatilla turczaninovii
- Pulsatilla vernalis
- Pulsatilla vulgaris